# 松平直知
松平 直知（まつだいら なおとも）は、江戸時代前期から中期にかけての大名。官位は従五位下・内膳正。清崎松平家2代。

## 生涯
貞享元年（1684年）12月14日、松平直堅の長男として江戸に誕生した。
元禄8年（1695年）3月、5代将軍徳川綱吉に拝謁する。元禄10年（1697年）、父の死去により家督を継ぐ。宝永元年（1704年）に従五位下・内膳正となるが、同年11月9日に21歳で死去した。江戸西久保の天徳寺に葬られた。実子が無かったため、妹の亀姫（養女）の婿養子となっていた直之が跡を継いだ。

## 系譜
父母
- 松平直堅（父）
- 吉田氏 ー 側室（母）

養子、養女
- 松平直之 ー 松平近時の三男
- 亀姫 ー 松平直之正室、実妹